# Campeonato Sul-Mato-Grossense 2008
In 2008 werd het 30ste Campeonato Sul-Mato-Grossense gespeeld voor clubs uit de Braziliaanse staat Mato Grosso do Sul. De competitie werd georganiseerd door de Federação de Futebol de Mato Grosso do Sul en werd gespeeld van 13 januari tot 20 juli. Ivinhema werd kampioen.
Chapadão trok zich terug uit de competitie als protest tegen de promotie van de vele clubs uit de tweede klasse ten opzichte van vorig jaar. Paranaibense trok zich om finciële redenen terug uit de competitie. 

## Eerste fase

### Groep A
| Plaats | Club             | Wed. | W  | G | V  | Saldo | Ptn. |
| ------ | ---------------- | ---- | -- | - | -- | ----- | ---- |
| 1.     | Águia Negra      | 16   | 11 | 2 | 3  | 34:19 | 35   |
| 2.     | Comercial        | 16   | 10 | 2 | 4  | 28:24 | 32   |
| 3.     | Corumbaense      | 16   | 9  | 5 | 2  | 32:15 | 32   |
| 4.     | Ivinhema         | 16   | 9  | 1 | 6  | 26:17 | 28   |
| 5.     | Naviraiense      | 16   | 5  | 4 | 7  | 20:22 | 19   |
| 6.     | Maracaju         | 16   | 4  | 6 | 6  | 20:26 | 18   |
| 7.     | Pantanal         | 16   | 4  | 3 | 9  | 24:31 | 15   |
| 8.     | Sete de Dourados | 16   | 2  | 6 | 8  | 12:28 | 12   |
| 9.     | Aquidauanense    | 16   | 2  | 3 | 11 | 16:30 | 9    |

|  | Geplaatst voor tweede fase en Série C 2008 |
|  | Geplaatst voor tweede fase                 |

### Groep B
| Plaats | Club       | Wed. | W | G | V | Saldo | Ptn. |
| ------ | ---------- | ---- | - | - | - | ----- | ---- |
| 1.     | Operário   | 12   | 8 | 2 | 2 | 27:10 | 26   |
| 2.     | Costa Rica | 12   | 8 | 1 | 3 | 27:17 | 25   |
| 3.     | CENE       | 12   | 7 | 2 | 3 | 20:9  | 23   |
| 4.     | Misto      | 12   | 5 | 2 | 5 | 19:13 | 19   |
| 5.     | União      | 12   | 4 | 2 | 6 | 19:22 | 14   |
| 6.     | Rio Verde  | 12   | 2 | 3 | 7 | 10:31 | 9    |
| 7.     | Coxim      | 12   | 1 | 2 | 9 | 7:27  | 5    |

|  | Geplaatst voor tweede fase en Série C 2008 |
|  | Geplaatst voor tweede fase                 |

## Tweede fase

### Groep C
| Plaats | Club        | Wed. | W | G | V | Saldo | Ptn. |
| ------ | ----------- | ---- | - | - | - | ----- | ---- |
| 1.     | Ivinhema    | 10   | 5 | 2 | 3 | 23:14 | 17   |
| 2.     | Águia Negra | 10   | 4 | 4 | 2 | 16:11 | 16   |
| 3.     | Corumbaense | 10   | 4 | 3 | 3 | 16:11 | 15   |
| 4.     | Comercial   | 10   | 3 | 2 | 5 | 9:10  | 11   |
| 5.     | Naviraiense | 10   | 2 | 3 | 5 | 10:19 | 9    |

|  | Geplaatst voor derde fase |

### Groep D
| Plaats | Club       | Wed. | W | G | V | Saldo | Ptn. |
| ------ | ---------- | ---- | - | - | - | ----- | ---- |
| 1.     | Costa Rica | 10   | 5 | 2 | 3 | 21:15 | 17   |
| 2.     | Misto      | 10   | 5 | 1 | 4 | 10:13 | 16   |
| 3.     | CENE       | 10   | 4 | 4 | 2 | 17:10 | 16   |
| 4.     | Operário   | 10   | 3 | 4 | 3 | 7:8   | 13   |
| 5.     | União      | 10   | 1 | 3 | 6 | 10:28 | 6    |

|  | Geplaatst voor derde fase |

## Derde fase
| Plaats | Club       | Wed. | W | G | V | Saldo | Ptn. |
| ------ | ---------- | ---- | - | - | - | ----- | ---- |
| 1.     | Misto      | 6    | 4 | 1 | 1 | 10:5  | 13   |
| 2.     | Ivinhema   | 6    | 4 | 0 | 2 | 7:3   | 12   |
| 3.     | Costa Rica | 6    | 2 | 1 | 3 | 6:7   | 7    |
| 4.     | CENE       | 6    | 0 | 2 | 4 | 4:12  | 2    |

|  | Geplaatst voor finale |

## Finale
|              |                            |       |               |                                        |
| 13 juli Heen | Ivinhema                   | 2 – 1 | Misto         | Saraivão, Ivinhema Toeschouwers: 3.000 |
| 13 juli Heen | Diego 36' Fabinho Rico 76' |       | 60' Fortunato | Saraivão, Ivinhema Toeschouwers: 3.000 |

|               |       |                     |          |                         |
| 20 juli Terug | Misto | 0 – 2               | Ivinhema | Madrugadão, Três Lagoas |
| 20 juli Terug |       | 37' Joari 79' Pablo |          | Madrugadão, Três Lagoas |

### Kampioen
| Campeonato Sul-Mato-Grossense de 2008 |
| Mato Grosso do Sul                    |
| ------------------------------------- |
| IVINHEMA Kampioen (1° titel)          |